# Ferrari SF16-H
La Ferrari SF16-H (codice interno 667) è la sessantaduesima monoposto costruita dalla casa automobilistica Ferrari per partecipare al campionato mondiale di Formula 1 2016.
Presentata il 19 febbraio 2016 sul sito web della Scuderia Ferrari, va a sostituire la SF15-T che aveva disputato la stagione 2015. I piloti sono il 4 volte iridato Sebastian Vettel (5) e il campione del Mondo 2007 Kimi Räikkönen (7), entrambi già a Maranello dall'anno precedente.

## Livrea
La livrea si diversifica da quella delle precedenti stagioni per la presenza di ampie sezioni di bianco, che richiamano le monoposto Ferrari degli anni 1970 (in particolare la 312 T di Niki Lauda campione del mondo nel 1975), coprendo la superficie del cofano motore, parte dell'avantreno e parte dell'ala posteriore e anteriore. Il tricolore italiano è presente in modo evidente sull'airscope e, in misura minore, sul musetto e sulla parte bassa delle fiancate laterali.

## Caratteristiche
La vettura, nata dalla penna di James Allison, Rory Byrne e Simone Resta, si discosta profondamente dalla precedente SF15-T nell'ambito della filosofia progettuale. A differenza della progenitrice, la SF16-H sfoggia un muso decisamente più corto e alto con l'intento di garantire un maggior afflusso di aria verso il retrotreno (e in particolar modo verso la zona del diffusore). Dopo quattro stagioni si ritorna a una sospensione di tipo push rod, al fine di semplificare il settaggio della monoposto e facilitare il riscaldamento degli pneumatici (vero tallone d'Achille delle vetture del Cavallino negli anni passati).

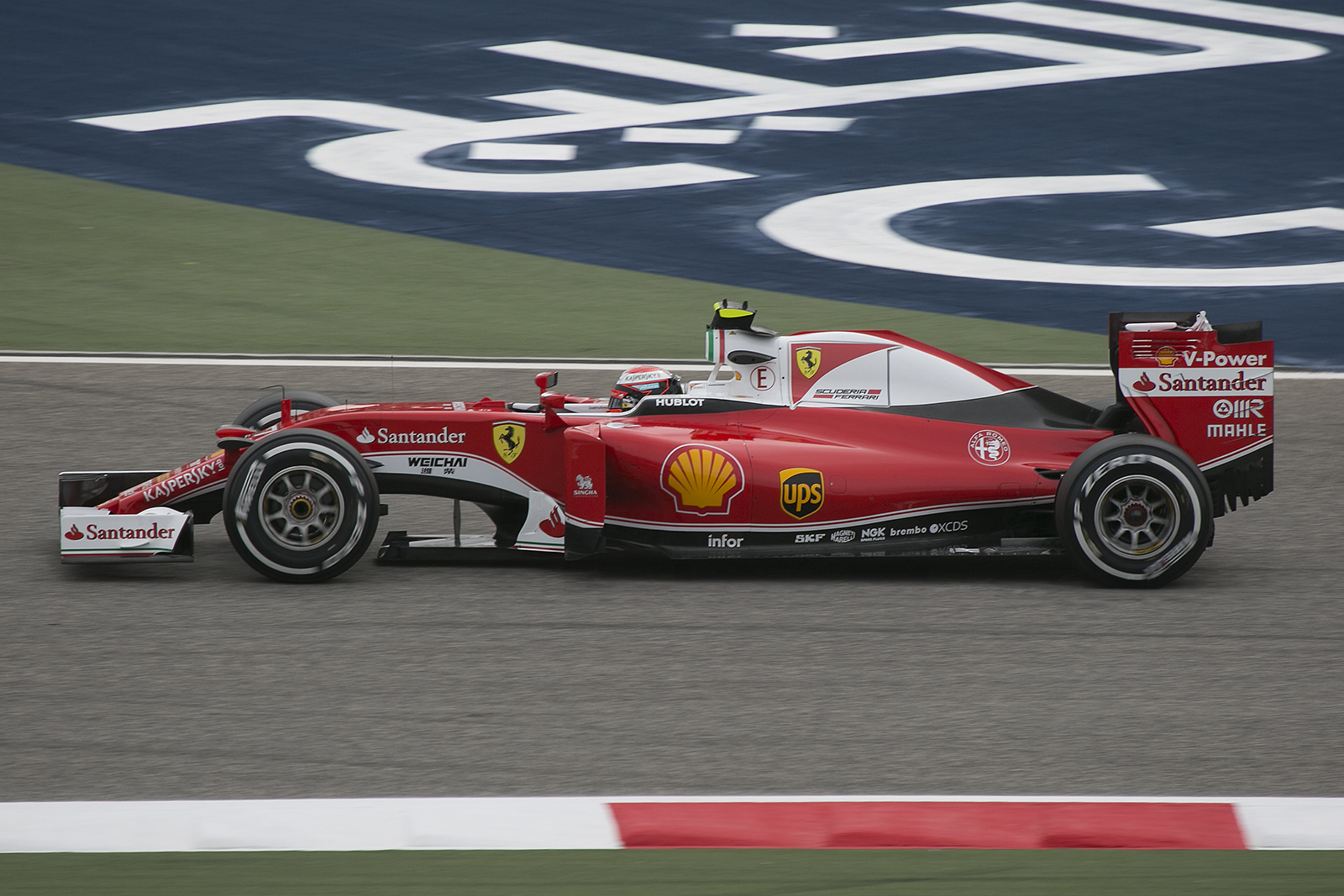
Vista laterale

Un importante lavoro sulla disposizione dei componenti della power unit ha permesso una massiccia rastremazione delle fiancate, soprattutto nella zona della "Coca Cola", mentre l'airscope e le prese d'aria laterali sono rimaste invariate nelle dimensioni, benché riviste nella loro geometria. Il cofano motore presenta una pinna meno accentuata e una parte finale molto particolare, poiché Ferrari utilizza questa parte di carrozzeria per fini puramente aerodinamici. Grazie alla canalizzazione dell'aria passante attraverso il cofano motore, si va ad alimentare l'intera parte alta del diffusore, cercando di massimizzare la generazione di carico aerodinamico da questo componente.

### Muso
Più alto e corto, il naso della SF16-H si presenta simile a quello utilizzato nella stagione 2015 dalla rivale Red Bull RB11. Il motivo è quello di convogliare una maggiore quantità di aria in mezzo ai due piloni che sostengono l'ala, e alimentare meglio la zona sottostante al telaio per incrementare l'efficienza a livello aerodinamico; i piloni di sostegno risultano essere allargati e deformati alla base per incanalare al meglio il flusso. Sullo scalino superiore del muso trova spazio un nuovo vanity panel che cela la meccanica delle sospensioni.

### Sospensione anteriore
Si ritorna allo schema push rod, così come le altre vetture. Geometrie riviste, così come gli ancoraggi sulla scocca, il tutto per favorire la massima efficienza aerodinamica e meccanica. Il triangolo inferiore della sospensione è tornato ad avere uno schema più convenzionale rispetto a quello a diapason. Al posteriore resta invariato lo schema pull rod ereditato dalla SF15-T.

### Fiancate
Le fiancate sono filanti, a spiovere verso il basso per ridurre al minimo la resistenza all'avanzamento. Le bocche dei radiatori hanno una forma triangolare e più allungata, mentre i componenti accessori come i deviatori a ponte, rispetto alla SF15-T, sono tornati a essere costituiti da un unico elemento che si collega al bordo superiore della fiancata. Ai lati dell'abitacolo, tra pance e cofano, si trova a ogni lato una fila di branchie per sfogare il calore.

### Power unit
Per quanto riguarda la Power Unit, si è cercato di ridurre al minimo gli ingombri migliorandone non solo l'architettura ma anche le prestazioni con maggiori accorgimenti riguardo alla combustione e alla parte ibrida.

### Retrotreno
La SF16-H è molto stretta e filante. Nella parte degli sfoghi terminali, la carrozzeria si infila tra il triangolo inferiore e quello superiore della sospensione pull rod; un'area anche questa molto pulita per favorire il passaggio dei flussi nella zona superiore dello scivolo. L'ala montata al posteriore è rimasta quella già utilizzata nella stagione 2015. Confermata la soluzione monopilone per il sostegno dell'ala posteriore, con il monkey seat direttamente agganciato al pilone di sostegno per "raddrizzare" un flusso molto turbolento in uscita dalla turbina. Oltre allo scarico principale sono stati utilizzati in aggiunta due piccoli scarichi della wastegate collocati ai lati di quello principale.

## Scheda tecnica
| Caratteristiche tecniche - Ferrari SF16-H       | Caratteristiche tecniche - Ferrari SF16-H | Caratteristiche tecniche - Ferrari SF16-H | Caratteristiche tecniche - Ferrari SF16-H | Caratteristiche tecniche - Ferrari SF16-H | Caratteristiche tecniche - Ferrari SF16-H |
| ----------------------------------------------- | --- | --- | --- | --- | --- |
|                                                 | | | | | |
| Configurazione                                  | | | | | |
| Carrozzeria: monoposto                          | Carrozzeria: monoposto | Posizione motore: posteriore | Posizione motore: posteriore | Trazione: posteriore | Trazione: posteriore |
| Dimensioni e pesi                               | | | | | |
| Posti totali: 1                                 | Posti totali: 1 | Bagagliaio: | Bagagliaio: | Serbatoio: 100 kg = 140 l | Serbatoio: 100 kg = 140 l |
| Masse                                           | / in ordine di marcia: 702 kg | / in ordine di marcia: 702 kg | / in ordine di marcia: 702 kg | / in ordine di marcia: 702 kg | / in ordine di marcia: 702 kg |
| Meccanica                                       | | | | | |
| Tipo motore: Ferrari tipo 061/1 V6 90°          | Tipo motore: Ferrari tipo 061/1 V6 90° | Tipo motore: Ferrari tipo 061/1 V6 90° | Cilindrata: (Alesaggio x corsa = 80 mm x 53 mm) = 1600 cm³ | Cilindrata: (Alesaggio x corsa = 80 mm x 53 mm) = 1600 cm³ | Cilindrata: (Alesaggio x corsa = 80 mm x 53 mm) = 1600 cm³ |
| Distribuzione: pneumatica                       | Distribuzione: pneumatica | Distribuzione: pneumatica | Alimentazione: 500 bar – diretta | Alimentazione: 500 bar – diretta | Alimentazione: 500 bar – diretta |
| Prestazioni motore                              | Potenza: 800 CV + 160 del sistema ERS | Potenza: 800 CV + 160 del sistema ERS | Potenza: 800 CV + 160 del sistema ERS | Potenza: 800 CV + 160 del sistema ERS | Potenza: 800 CV + 160 del sistema ERS |
| Accensione: elettronica Magneti Marelli statica | Accensione: elettronica Magneti Marelli statica | Accensione: elettronica Magneti Marelli statica | Impianto elettrico: Magneti Marelli | Impianto elettrico: Magneti Marelli | Impianto elettrico: Magneti Marelli |
| Frizione: multidisco                            | Frizione: multidisco | Frizione: multidisco | Cambio: longitudinale Ferrari, 8 marce + retromarcia, con comando semiautomatico elettronico sequenziale | Cambio: longitudinale Ferrari, 8 marce + retromarcia, con comando semiautomatico elettronico sequenziale | Cambio: longitudinale Ferrari, 8 marce + retromarcia, con comando semiautomatico elettronico sequenziale |
| Telaio                                          | | | | | |
| Corpo vettura                                   | in materiale composito a nido d'ape con fibra di carbonio | in materiale composito a nido d'ape con fibra di carbonio | in materiale composito a nido d'ape con fibra di carbonio | in materiale composito a nido d'ape con fibra di carbonio | in materiale composito a nido d'ape con fibra di carbonio |
| Sospensioni                                     | anteriori: indipendenti a tirante e molla di torsione anteriore/posteriore / posteriori: indipendenti a tirante e molla di torsione anteriore/posteriore | anteriori: indipendenti a tirante e molla di torsione anteriore/posteriore / posteriori: indipendenti a tirante e molla di torsione anteriore/posteriore | anteriori: indipendenti a tirante e molla di torsione anteriore/posteriore / posteriori: indipendenti a tirante e molla di torsione anteriore/posteriore | anteriori: indipendenti a tirante e molla di torsione anteriore/posteriore / posteriori: indipendenti a tirante e molla di torsione anteriore/posteriore | anteriori: indipendenti a tirante e molla di torsione anteriore/posteriore / posteriori: indipendenti a tirante e molla di torsione anteriore/posteriore |
| Freni                                           | anteriori: a disco autoventilanti in carbonio Brembo (anteriori e posteriori) e sistema di controllo elettronico sui freni posteriori / posteriori: a disco autoventilanti in carbonio Brembo (anteriori e posteriori) e sistema di controllo elettronico sui freni posteriori | anteriori: a disco autoventilanti in carbonio Brembo (anteriori e posteriori) e sistema di controllo elettronico sui freni posteriori / posteriori: a disco autoventilanti in carbonio Brembo (anteriori e posteriori) e sistema di controllo elettronico sui freni posteriori | anteriori: a disco autoventilanti in carbonio Brembo (anteriori e posteriori) e sistema di controllo elettronico sui freni posteriori / posteriori: a disco autoventilanti in carbonio Brembo (anteriori e posteriori) e sistema di controllo elettronico sui freni posteriori | anteriori: a disco autoventilanti in carbonio Brembo (anteriori e posteriori) e sistema di controllo elettronico sui freni posteriori / posteriori: a disco autoventilanti in carbonio Brembo (anteriori e posteriori) e sistema di controllo elettronico sui freni posteriori | anteriori: a disco autoventilanti in carbonio Brembo (anteriori e posteriori) e sistema di controllo elettronico sui freni posteriori / posteriori: a disco autoventilanti in carbonio Brembo (anteriori e posteriori) e sistema di controllo elettronico sui freni posteriori |
| Pneumatici                                      | Pirelli / Cerchi: O.Z. da 13 in | Pirelli / Cerchi: O.Z. da 13 in | Pirelli / Cerchi: O.Z. da 13 in | Pirelli / Cerchi: O.Z. da 13 in | Pirelli / Cerchi: O.Z. da 13 in |
| Altro                                           | | | | | |
| Energia batteria (a giro) 4 MJ                  | Sistema ERS | Sistema ERS | Sistema ERS | Sistema ERS | Sistema ERS |
| Potenza MGU-K: 120 kW                           | Giri max MGU-K: 50 000 giri/min Giri max MGU-H: 125 000 giri/min | Giri max MGU-K: 50 000 giri/min Giri max MGU-H: 125 000 giri/min | Giri max MGU-K: 50 000 giri/min Giri max MGU-H: 125 000 giri/min | Giri max MGU-K: 50 000 giri/min Giri max MGU-H: 125 000 giri/min | Giri max MGU-K: 50 000 giri/min Giri max MGU-H: 125 000 giri/min |

## Carriera agonistica

### Test
La monoposto fa il suo debutto stagionale il 21 febbraio sul circuito di Catalogna in occasione di un filming day; per tale dimostrazione vengono scelti Sebastian Vettel e Davide Rigon. Dal 22 al 25 febbraio la vettura è invece impegnata nella prima sessione di test collettivi, stavolta guidata da entrambi i piloti titolari. Pur avendo fatto segnare il miglior tempo in tre delle quattro giornate previste, la SF16-H copre una distanza complessiva inferiore a quella della più accreditata rivale, la Mercedes F1 W07 Hybrid di Lewis Hamilton e Nico Rosberg, ricevendo comunque gli elogi di entrambi i piloti del Cavallino.

### Stagione

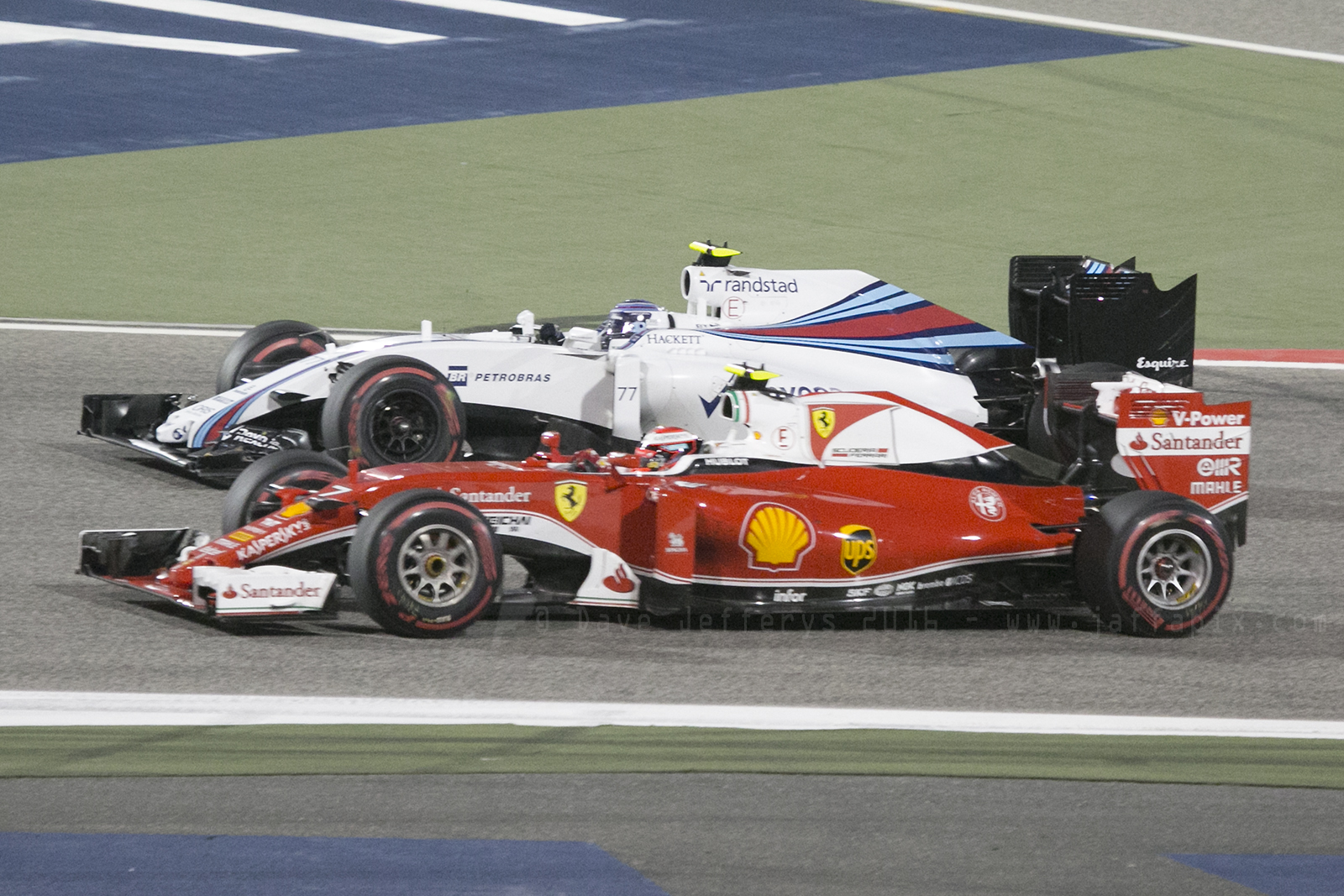
Räikkönen in lotta con Valtteri Bottas su Williams FW38 nel corso del GP del Bahrein

Nella prima gara a Melbourne la Ferrari si dimostra da subito in grado di contendere il titolo alle Mercedes. Dopo un'ottima partenza di entrambe le rosse, Sebastian Vettel e Kimi Räikkönen si ritrovano nelle prime due posizioni. Tuttavia, a causa di una bandiera rossa il pilota tedesco passerà al terzo posto venendo scavalcato da Nico Rosberg e Lewis Hamilton. Räikkönen, invece, è costretto al ritiro al ventiduesimo giro a causa di un problema al turbo con le fiamme che escono dall'airscope. Al Gran Premio del Bahrein, la Ferrari conferma la scarsa affidabilità della vettura. Vettel è costretto al ritiro durante il giro di formazione per un problema al propulsore. Räikkönen, nonostante una partenza non brillante, si rende protagonista di diversi sorpassi che gli permettono di chiudere la gara al secondo posto. In Cina, alla partenza, c'è subito contatto tra le due Ferrari, causato da un azzardato sorpasso di Daniil Kvjat: Vettel, per evitare il contatto con il pilota Red Bull, tocca la vettura del suo compagno di squadra, provocando il danneggiamento della sua ala anteriore e la rottura di quella del finlandese; nonostante questa partenza, entrambi i piloti riescono a ricostruirsi la gara, con il tedesco che terminerà secondo e Räikkönen quinto.
Alla partenza del Gran Premio di Russia, Vettel, partito settimo a causa di una penalità per la sostituzione del cambio, viene tamponato due volte da Daniil Kvjat, ed è costretto al ritiro. Räikkönen riesce invece a conquistare il gradino più basso del podio dietro le due Frecce d'argento. In Spagna, dopo l'incidente iniziale tra i due piloti della Mercedes, che li mette fuori gioco, i due piloti della rossa non riescono comunque a conquistare il gradino più alto del podio. Räikkönen chiude secondo, mentre Vettel arriva terzo.

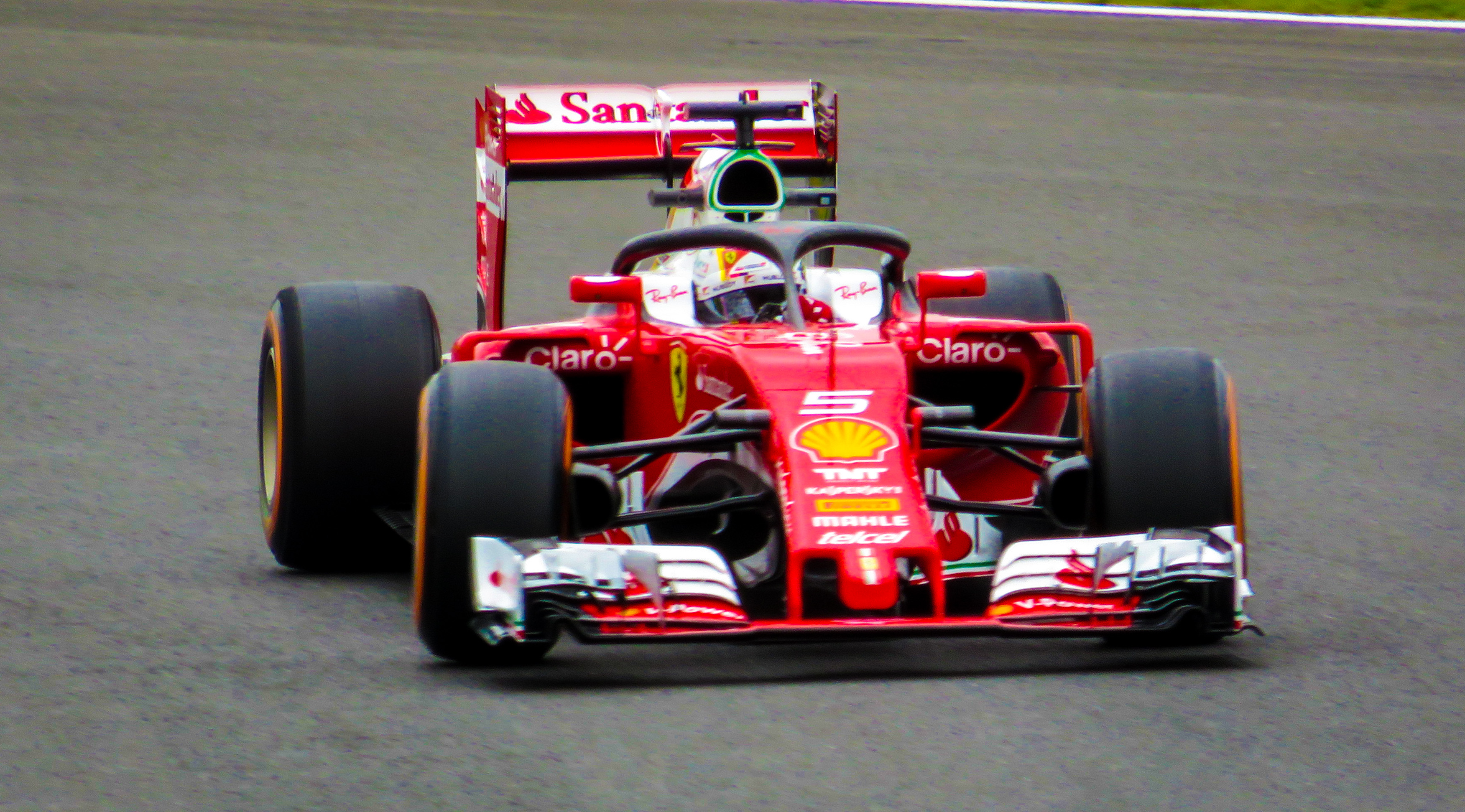
Vettel, nelle prove del GP di Gran Bretagna, testa sulla SF16-H il sistema Halo per la protezione dell'abitacolo (già portato al debutto dalla Ferrari in marzo nei test di Montmeló).

A Monaco, invece, è il pilota finlandese a dover partire con una penalità sulla griglia di partenza per aver sostituito il cambio. In gara però dopo soli undici giri, Räikkönen colpisce le barriere al tornantino ed è costretto al ritiro nella via di fuga della chicane dopo il tunnel, a causa dell'alettone finito sotto la vettura. Vettel non riesce a salire sul podio e conclude quarto, beffato da Sergio Pérez. Al Gran Premio del Canada, Vettel arriva secondo dopo una grande partenza che ha permesso il pilota tedesco di sopravanzare le due Mercedes e ad essere primo per i primi giri del gran premio prima di essere superato a causa di un errore di strategia del muretto. Räikkönen chiude invece sesto. Al Gran Premio d'Europa Vettel arriva nuovamente secondo alle spalle di Nico Rosberg. Räikkönen, dopo essere stato anche al secondo e al terzo posto durante la gara, viene superato alla fine dal messicano Sergio Pérez della Force India; il pilota finlandese è anche incorso in una penalità di cinque secondi per aver tagliato la corsia di entrata ai box.
In Austria Räikkönen conquista il terzo posto stagionale, alle spalle di Lewis Hamilton e Max Verstappen, mentre Vettel è costretto al ritiro per lo scoppio della gomma posteriore destra. In Gran Bretagna Räikkönen arriva quinto, mentre Vettel è solo nono, in una giornata in cui la rossa non è stata mai in lotta per le posizioni di vertici. Al Gran Premio d'Ungheria la Ferrari manca ancora una volta il podio arrivando quarto con Vettel e sesto con Räikkönen, autore di una bella rimonta. In Germania le Ferrari di Vettel e Raikkonen chiudono rispettivamente al quinto e sesto posto, palesando definitivamente l'inferiorità tecnica della monoposto del Cavallino, ora scavalcata anche dalla Red Bull. Nel Gran Premio del Belgio dopo una qualifica positiva in cui sia Raikkonen che Vettel riescono a contenere il distacco dalla pole position, conquistando la seconda fila, avviene un nuovo contatto alla prima curva tra le due Ferrari, condizionando nuovamente l'esito finale della gara. Nel GP d'Italia Vettel e Raikkonen chiudono al terzo e quarto posto.

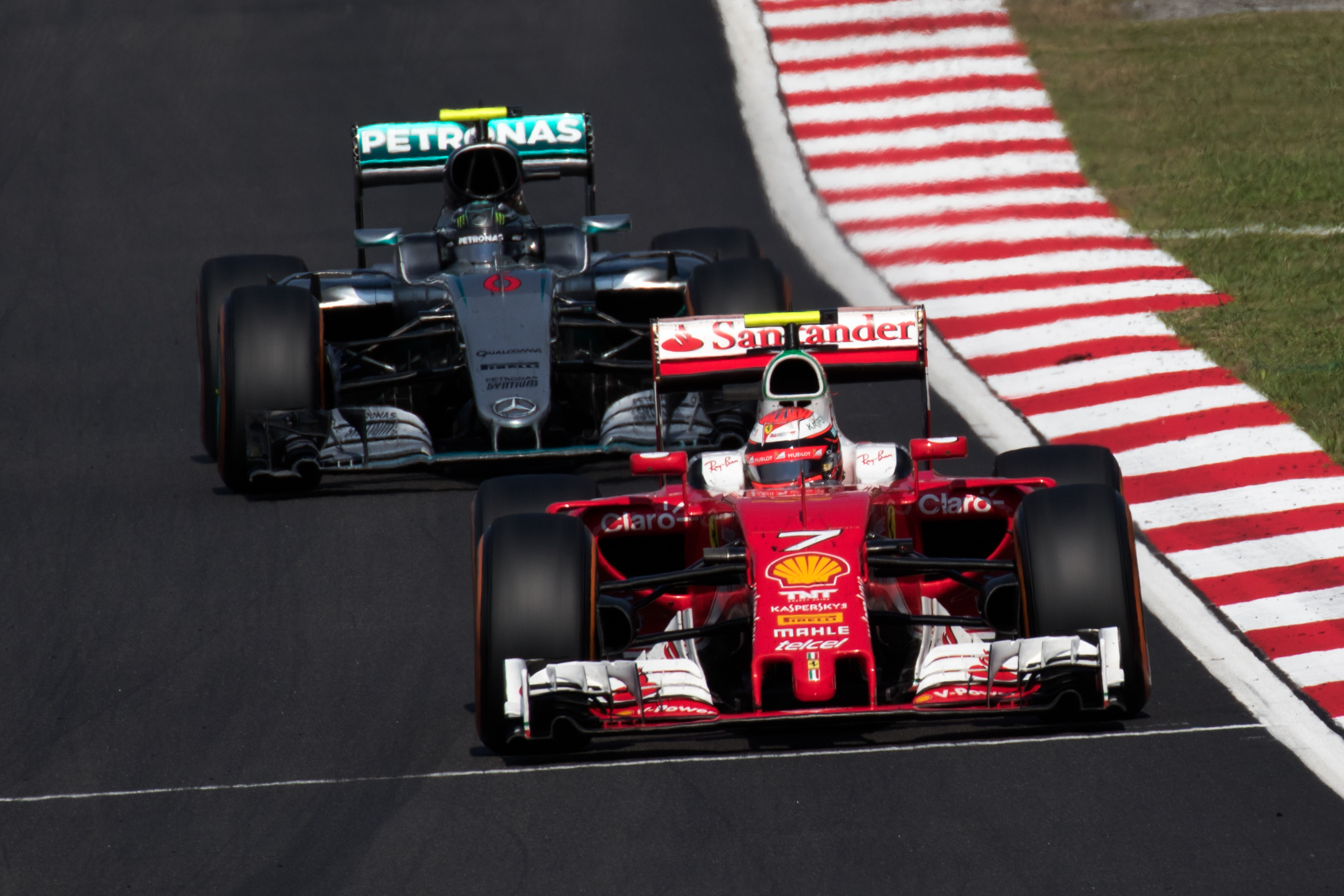
Räikkönen precede la Mercedes F1 W07 Hybrid del campione del mondo 2016 Nico Rosberg in una fase del GP della Malesia

Nel GP di Singapore, il numero 5 della Ferrari è costretto a partire dall'ultima posizione a causa di una rottura sulla barra antirollio. Raikkonen chiude al quarto posto, a causa di un'errata strategia che avrebbe negato al finlandese il terzo posto, mentre Vettel recupera fino alla quinta. Nel Gran Premio della Malesia Vettel è costretto al ritiro in partenza a causa di un suo errore in frenata, mentre Räikkönen chiuderà la gara al quarto posto. In Giappone, la SF16-H sembra essere più competitiva ed in qualifica le due Ferrari partono davanti alle Red Bull. In gara, invece, anche a causa di una strategia sbagliata del muretto, il miglior piazzamento è il quarto posto di Vettel, con Raikkonen che arriva dietro di lui. Ad Austin la vettura di Maranello sembra ancora una volta non poter competere con le due frecce d'argento e le Red Bull. In gara arriva la quarta posizione del tedesco e il ritiro di Räikkönen per un errore durante il pit-stop. Nonostante una pessima qualifica in Messico, la Ferrari riesce ad essere competitiva in gara. Vettel arriva quarto dopo un finale rocambolesco, che appena dopo la fine della gara si trasforma in un terzo posto e permette al tedesco di salire sul podio grazie alla penalità che viene inflitta a Max Verstappen. Qualche ora dopo la gara Vettel viene penalizzato di dieci secondi finendo quinto. Räikkönen chiude il Gran Premio sesto. Nel Gran Premio del Brasile, gara caratterizzata dalla forte pioggia, il finlandese è costretto al ritiro per incidente, mentre Vettel, in rimonta dopo un testacoda, arriva quinto. Nel gran premio finale ad Abu Dhabi, grazie ad un'ottima strategia al muretto, Vettel conquista il terzo posto mentre il finnico arriva solo sesto. Il cavallino chiude la stagione al terzo posto in classifica costruttori. La SF16-H ha palesato, durante la stagione, gravi carenze di messa a punto della monoposto, mostrando in più di un'occasione arretratezza in termini telaistici e aerodinamici. L'unica componente competitiva risulta, dunque, la power unit, nonostante anch'essa sia inferiore all'unità Mercedes, soprattutto in fase di qualifica. La scuderia torna inoltre, dopo due anni, a concludere una stagione senza vittorie.

## Piloti
| Piloti ufficiali     | Piloti ufficiali  | Piloti ufficiali  |
| Nazione              | Nome              | Numero            |
| -------------------- | ----------------- | ----------------- |
| Germania (bandiera)  | Sebastian Vettel  | 5                 |
| Finlandia (bandiera) | Kimi Räikkönen    | 7                 |
| Piloti di riserva    |                   |                   |
| Nazione              | Nome              | Numero            |
| Italia (bandiera)    | Antonio Fuoco     | 31                |
| Spagna (bandiera)    | Marc Gené         | Marc Gené         |
| Messico (bandiera)   | Esteban Gutiérrez | Esteban Gutiérrez |
| Monaco (bandiera)    | Charles Leclerc   | 32                |
| Italia (bandiera)    | Davide Rigon      | Davide Rigon      |
| Francia (bandiera)   | Jean-Éric Vergne  | Jean-Éric Vergne  |

## Risultati in Formula 1
| Anno | Team             | Motore  | Gomme | Piloti    |     |    |   |     |   |     |   |   |     |   |   |   |   |   |   |     |   |     |   |     |   | Punti | Pos. |
| ---- | ---------------- | ------- | ----- | --------- | --- | -- | - | --- | - | --- | - | - | --- | - | - | - | - | - | - | --- | - | --- | - | --- | - | ----- | ---- |
| 2016 | Scuderia Ferrari | Ferrari | P     | Vettel    | 3   | NP | 2 | Rit | 3 | 4   | 2 | 2 | Rit | 9 | 4 | 5 | 6 | 3 | 5 | Rit | 4 | 4   | 5 | 5   | 3 | 398   | 3º   |
| 2016 | Scuderia Ferrari | Ferrari | P     | Räikkönen | Rit | 2  | 5 | 3   | 2 | Rit | 6 | 4 | 3   | 5 | 6 | 6 | 9 | 4 | 4 | 4   | 5 | Rit | 6 | Rit | 6 | 398   | 3º   |